# Musikjahr 1863
Liste der Musikjahre

◄◄ | ◄ | 1859 | 1860 | 1861 | 1862 | Musikjahr 1863 | 1864 | 1865 | 1866 | 1867 | ► | ►►

Weitere Ereignisse
Dieser Artikel behandelt das Musikjahr 1863.

## Ereignisse

### Aufführungsorte

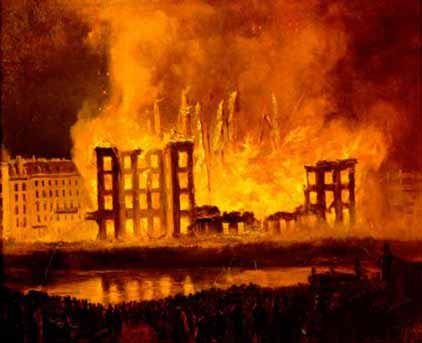
Der Brand des Theaters

- In der Nacht vom 8. auf den 9. Juni fällt das seit 1860 bestehende Theater am Franz-Josefs-Kai in Wien einem Brand zum Opfer. Direktor Karl Treumann gibt daraufhin den Plan eines eigenen Theaterbaus auf und übernimmt am 19. August neuerlich die Direktion des Carltheaters.
- Kaiser Franz Joseph I. überlässt der Gesellschaft der Musikfreunde in Wien in der Gegend der Wiener Ringstraße unentgeltlich ein Areal für den Bau eines Konzertgebäudes. Mit dem Entwurf wird der Architekt Theophil Hansen beauftragt.

### Uraufführungen
- 12. Februar: Die Uraufführung der Oper The Armourers of Nantes von Michael William Balfe findet am Theatre Royal im Covent Garden in London statt.
- 18. April: Am Quai-Theater in Wien wird die Operette in einem Akt Flotte Bursche von Franz von Suppè uraufgeführt. Das Libretto stammt von Josef Braun.
- 26. April: Uraufführung der originalen kleinrussischen Oper in drei Akten mit Chor und Tänzen Der Saporoger an der Donau von Semen Hulak-Artemowskyj (Musik und Libretto) im Mariinski-Theater in Sankt Petersburg.
- 01. Mai: Die Oper Le Jardinier et son seigneur von Léo Delibes hat ihre Uraufführung am Théâtre-Lyrique in Paris.
- 14. Juni: Die Uraufführung der Oper Die Loreley von Max Bruch findet am Hoftheater Mannheim statt.
- 12. Juli: Die Conversation alsacienne Lieschen und Fritzchen von Jacques Offenbach auf ein Libretto von Paul Boisselot hat ihre Uraufführung in Bad Ems.
- 30. September: Die Uraufführung der Oper Les pêcheurs de perles (Die Perlenfischer) von Georges Bizet auf das Libretto von Michel Carré und Eugène Cormon findet nach zweiwöchiger Verspätung mit geringem Erfolg am Théâtre-Lyrique in Paris statt. Das Werk gerät bald in Vergessenheit. Die Originalpartitur gilt heute als verschollen, nur eine auf einem Klavierauszug basierende Version wird manchmal zur Aufführung gebracht.
- 04. November: Die Oper Les Troyens von Hector Berlioz nach der Äneis von Vergil hat ihre Uraufführung am Théâtre-Lyrique in Paris, nachdem mehrere andere Opernhäuser das Werk abgelehnt haben. Das kleine Theater führt unter dem Titel Les Troyens à Carthage allerdings nur die zweite Hälfte des Werkes auf und Berlioz ist über die Unzulänglichkeit der Aufführung bitter enttäuscht. Doch auch in der gekürzten Form hat die Oper großen Erfolg. Das Gesamtwerk wird erst 21 Jahre nach dem Tod des Komponisten erstmals ungekürzt aufgeführt.

### Kompositionen
- Johannes Brahms beginnt für einen Kompositionswettbewerb mit der Arbeit an der Kantate Rinaldo. Da er bis zum Einreichtermin am 1. Oktober jedoch nicht mit dem Schlusschor fertig wird, legt er die Komposition für mehrere Jahre beiseite.
- Der böhmische Komponist Bedřich Smetana vollendet die im Vorjahr begonnene Oper Die Brandenburger in Böhmen. Die Uraufführung erfolgt jedoch erst im Jahr 1866.
- Anton Bruckner komponiert die Studiensinfonie. Er bemüht sich in den nächsten Jahren vergeblich um eine Aufführung. 1862–63 komponiert er außerdem die Ouvertüre in g-Moll, WAB 98.
- Gioacchino Rossini komponiert die Petite Messe solennelle.
- Alice Mary Smith: Sinfonie Nr. 1 c-moll

### Unterhaltungsmusik
Johann Strauss (Sohn): Der Komponist brachte im Jahr 1863 folgende Werke heraus: Leitartikel (Walzer) op. 273 (19. Januar); Patrioten-Polka op. 274 (19. März); Lieder-Quadrille op. 275 (11. Mai); Bauern-Polka op. 276 (29. August); Invitation a la Polka-Mazur op. 277 (18. August); Neues Leben (Polka) op. 278 (27. September)

### Preisverleihungen
- Jules Massenet erhält den 1. Hauptpreis des Prix de Rome im Bereich Musik.

### Sonstiges

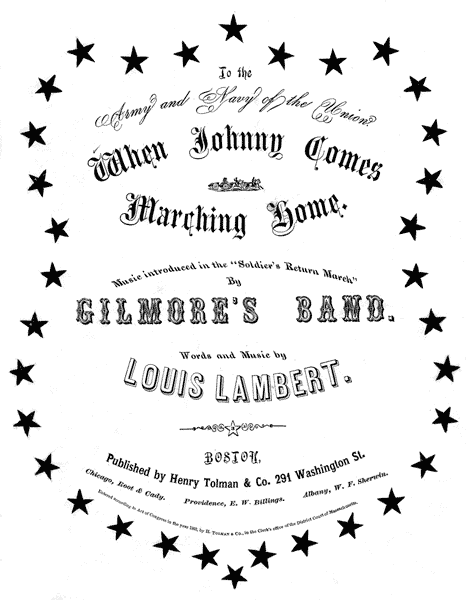
Cover 1863

- 28. Oktober: Die niederländische Pianistin Suzanne Leenhoff heiratet den zwei Jahre jüngeren französischen Maler Édouard Manet, mit dem sie schon seit Jahren zusammenlebt. Suzannes Sohn Léon wird als ihr jüngerer Bruder in Manets Familie und die Pariser Gesellschaft eingeführt.
- 01. November: Der wiedergegründete Kölner Domchor hat seinen ersten öffentlichen Auftritt.

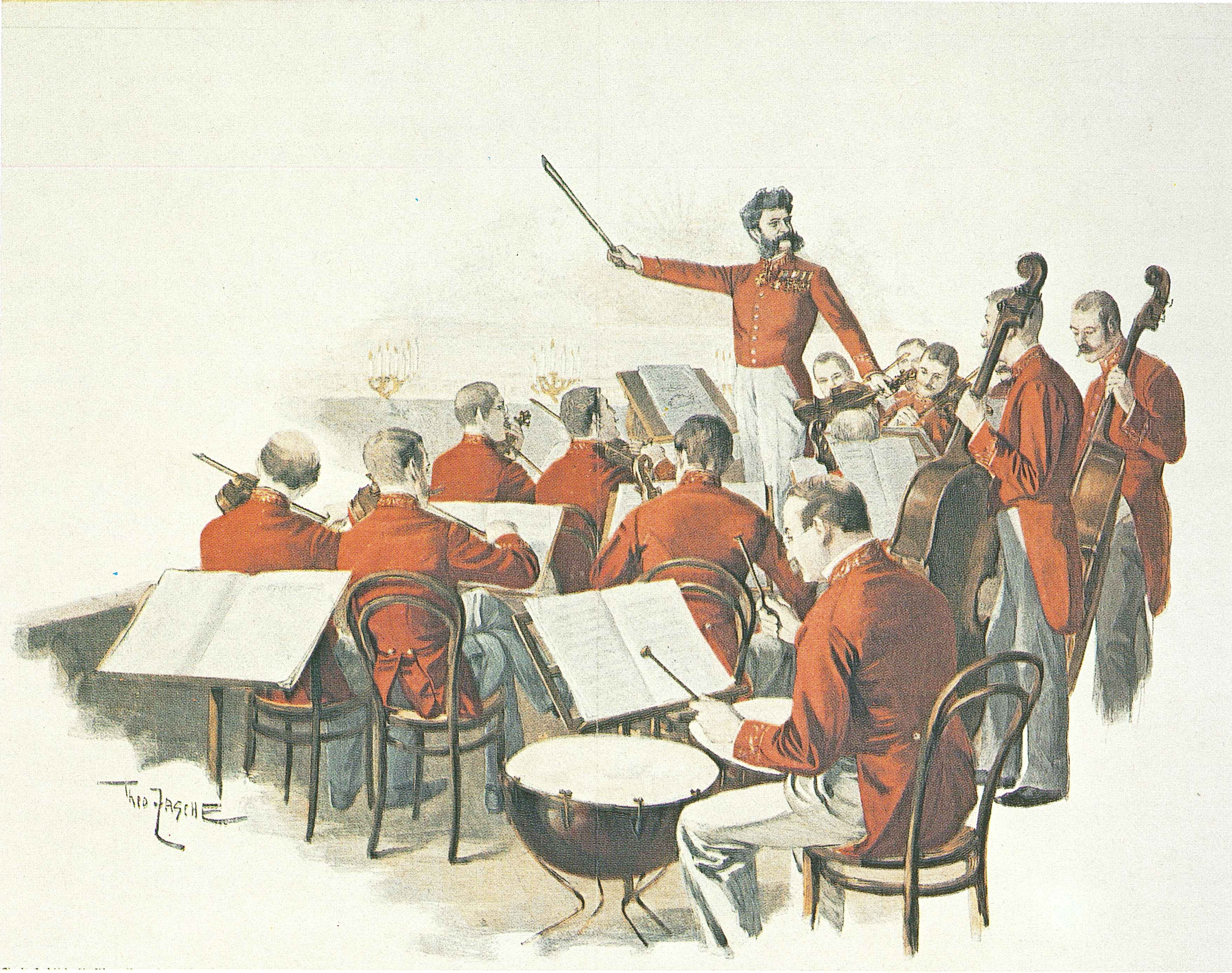
Der „Hofball-Musikdirektor“ mit seiner Kapelle, Bild von Theo Zasche

- 21. November: Der 20-jährige Carl Michael Ziehrer gibt mit seiner Kapelle sein Debüt als Komponist und Dirigent im Dianabadsaal in der Wiener Leopoldstadt.
- Der bis dahin wegen seiner Sympathien für die Revolution von 1848/1849 in Ungnade gefallene Johann Strauss (Sohn) wird von Kaiser Franz Joseph I. zum k.k. Hofball-Musikdirektor ernannt.
- Sommer: Franz Liszt zieht sich von Rom in das Kloster Madonna del Rosario auf dem Monte Mario zurück, wo ihn unter anderem Papst Pius IX. besucht.
- Das Lied When Johnny Comes Marching Home wird veröffentlicht.
- Franz Mair, ehemaliger Chorleiter des Wiener Männergesang-Vereins, gründet nach einem Zerwürfnis mit dem Verein im Gasthaus „Zur neuen Welt“ in Wien den Lehrersängerchor Schubertbund.
- Der Kölner Domchor wird wiedergegründet.

## Geboren

### Januar bis Juni
- 05. Januar: Meliton Balantschiwadse, georgischer Komponist und Volksliedsammler († 1937)
- 12. Januar: Wilibald Nagel, deutscher Musikwissenschaftler und Musikkritiker († 1929)
- 07. Februar: Mieczysław Sołtys, polnischer Komponist († 1929)
- 10. Februar: Julius Einödshofer, österreichischer Komponist und Kapellmeister († 1930)
- 13. Februar: Hugo Becker, deutscher Cellist, Cellolehrer und Komponist († 1941)

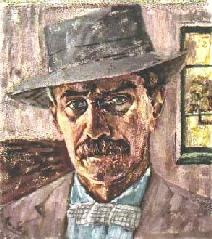
Emánuel Moór; * 19. Februar

- 19. Februar: Emánuel Moór, ungarischer Komponist, Pianist und Erfinder († 1931)
- 01. März: Max Dettmann, deutscher Pianist, Komponist und Hochschullehrer in Berlin († 1905)
- 18. März: Josef Modl, österreichischer Volkssänger († 1915)
- 21. März: Hugo Kaun, deutscher Komponist, Dirigent und Musikpädagoge († 1932)
- 25. März: Marie Soldat-Röger, österreichische Violinvirtuosin († 1955)
- 03. April: Wilhelm Middelschulte, deutscher Organist und Komponist († 1943)
- 04. April: Blanche Marchesi, französische Opernsängerin und Gesangspädagogin († 1940)

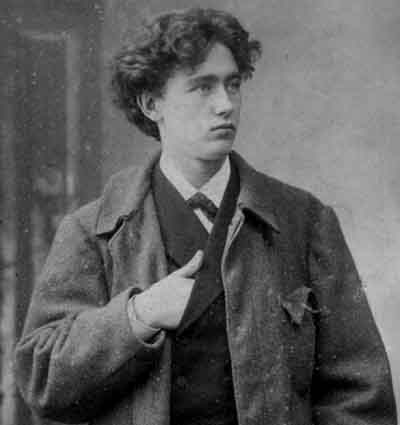
Felix Weingartner; * 2. Juni

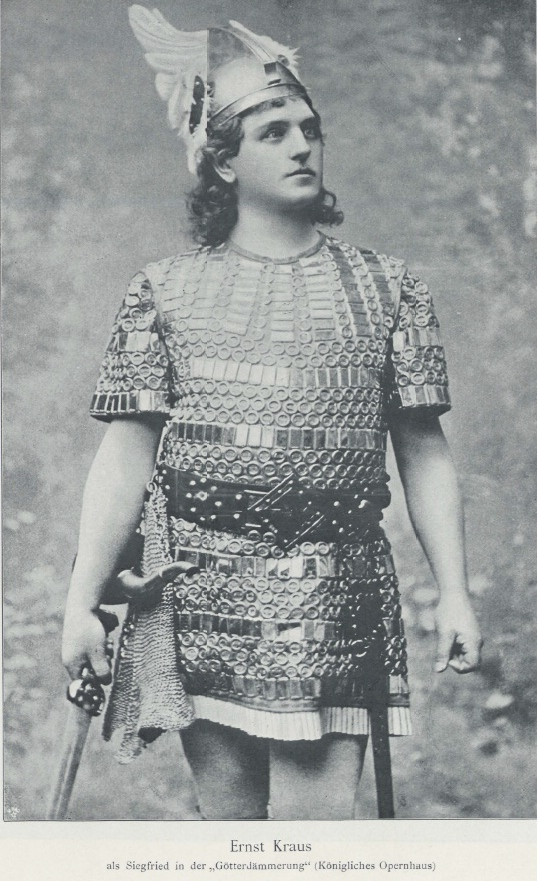
Ernst Kraus; * 8. Juni

- 09. April: Ernst Heuser, deutscher Komponist, Pianist und Musikpädagoge († 1942)
- 18. April: Irene von Chavanne, österreichische Alt-Sängerin († 1938)
- 19. April: Felix Michailowitsch Blumenfeld, russischer Komponist († 1931)
- 05. Mai: George John Bennett, britischer Kirchenmusiker († 1930)
- 08. Mai: Cesira Ferrani, italienische Opernsängerin (Sopran) († 1943)
- 10. Mai: Charles-René, französischer Komponist und Musikpädagoge († um 1940)
- 10. Mai: Kaarle Krohn, finnischer Folklorist († 1933)
- 12. Mai: Charles Bordes, französischer Komponist und Musikpädagoge († 1909)
- 25. Mai: Camille Erlanger, französischer Komponist († 1919)
- 02. Juni: Felix Weingartner, österreichischer Dirigent, Komponist und Pianist († 1942)
- 06. Juni: Carlos J. Meneses, mexikanischer Pianist und Dirigent († 1929)
- 08. Juni: Ernst Kraus, deutscher Heldentenor († 1941)
- 13. Juni: Josef Venantius von Wöss, österreichischer Kirchenmusiker und Verlagsredakteur († 1943)
- 16. Juni: Paul Vidal, französischer Komponist († 1931)
- 26. Juni: Eugen Robert Weiss, deutscher Kammersänger & Akademieprofessor († 1933)

### Juli bis Dezember
- 06. Juli: Hans Rehn, österreichischer Cellist, Schlagwerker, Komponist und Musikerzieher († 1920)
- 10. Juli: Sergei Lwowitsch Tolstoi, russischer Komponist und Musikethnologe († 1947)
- 15. Juli: Juan Hernández Acevedo, mexikanischer Flötist und Komponist († 1894)
- 25. Juli: Andrew Mack, amerikanischer Vaudevillekünstler, Schauspieler, Sänger und Songwriter irischer Abstammung († 1931)
- 26. Juli: Jāzeps Vītols, lettischer Komponist († 1948)
- 11. August: Árpád Szendy, ungarischer Komponist († 1922)
- 16. August: Cornélie van Oosterzee, niederländische Pianistin, Dirigentin und Komponistin († 1943)
- 16. August: Gabriel Pierné, französischer Komponist und Dirigent († 1937)
- 02. September: Isidore Philipp, ungarisch-französischer Pianist und Musikpädagoge († 1958)
- 08. September: Gustavo E. Campa, mexikanischer Komponist († 1934)
- 15. September: Horatio Parker, US-amerikanischer Komponist († 1919)
- 29. September: Max Adler, österreichischer Violinist, Violinpädagoge, Dirigent und Musikschriftsteller († 1938)
- 29. September: Lennart Arvid Lundberg, schwedischer Pianist, Komponist und Musikpädagoge († 1931)

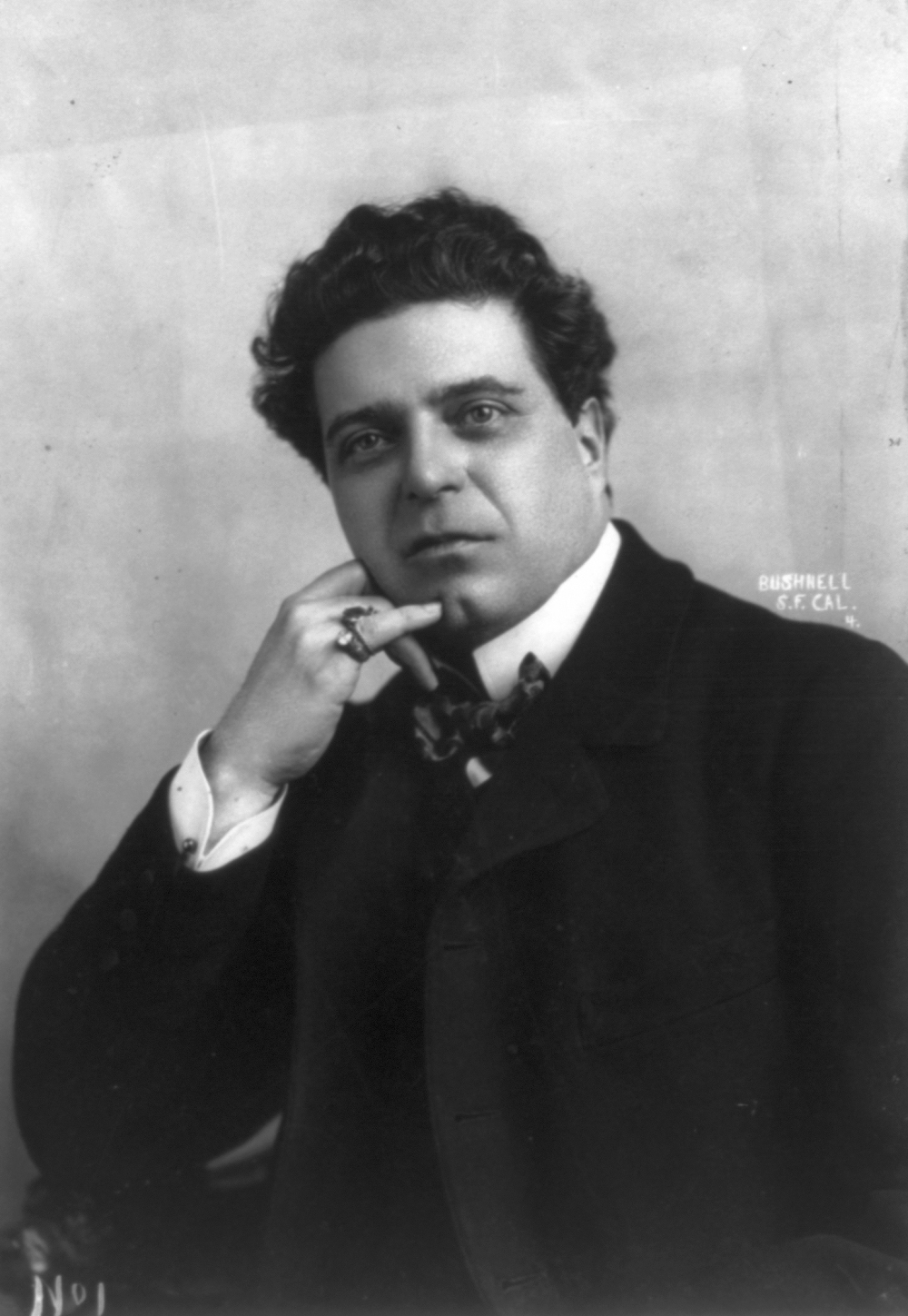
Pietro Mascagni; * 7. Dezember

- 08. Oktober: Catulo da Paixão Cearense, brasilianischer Sänger, Komponist und Dichter († 1946)
- 09. Oktober: Alexander Siloti, russischer Pianist, Komponist und Dirigent († 1945)
- 09. Oktober: Adam Müller, deutscher Volksdichter, Sänger und Humorist hessischer Mundart († 1932)
- 11. Oktober: Xavier Leroux, französischer Komponist († 1919)
- 19. Oktober: Milka Trnina, kroatische Opernsängerin (Sopran) († 1941)
- 04. November: Wilhelm Bopp, deutscher Dirigent, Musikschriftsteller und Musikpädagoge († 1931)
- 23. November: Alma Fahlstrøm, norwegische Schauspielerin, Regisseurin, Pianistin und Theatermanagerin dänischer Herkunft († 1946)
- 06. Dezember: Gertrude Eaton, walisisch-britische Sängerin, Suffragette und Strafrechtsreformerin († 1940)
- 07. Dezember: Pietro Mascagni, italienischer Komponist († 1945)
- 16. Dezember: Hermann Wenzel, deutscher Komponist († 1944)
- 23. Dezember: Franz Kretschmer, deutscher Dirigent und Komponist († 1939)

### Genaues Geburtsdatum unbekannt
- Joseph Henry Adams, britischer Dirigent, Organist und Komponist († 1938)
- Max Ringeisen, Schweizer Dirigent und Komponist († 1945)

## Gestorben

### Todesdatum gesichert

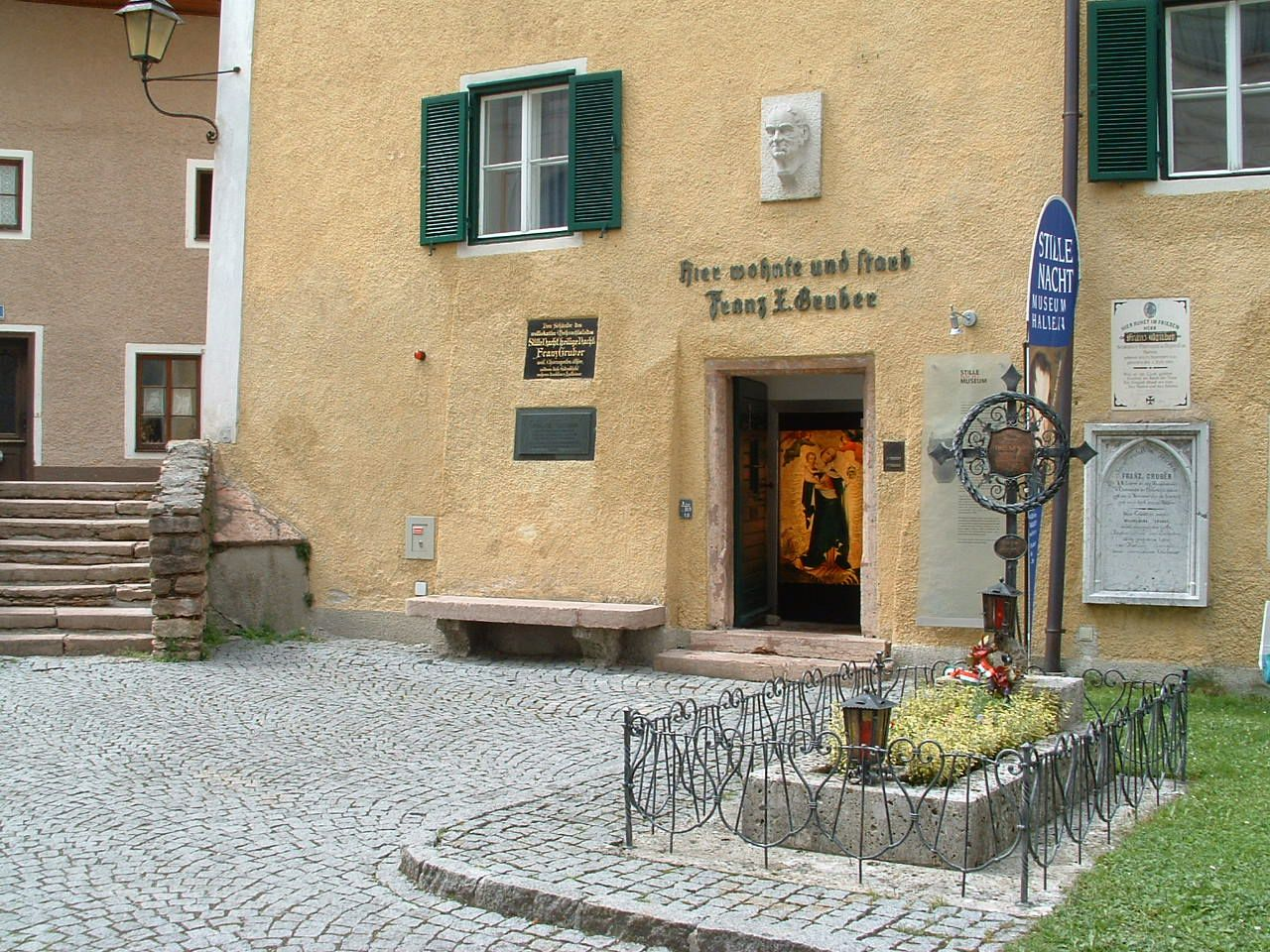
Grubers Grab in Hallein vor seinem Wohnhaus

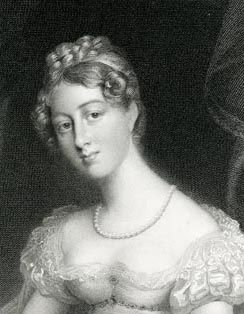
Mary Anne A’Beckett; † 11. Dezember

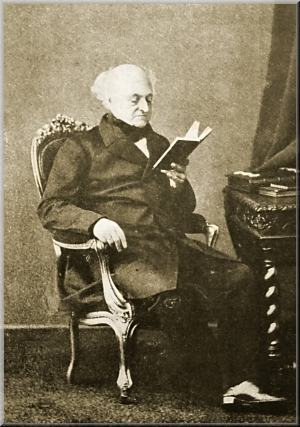
Desire Beaulieu; † 21. Dezember

- 31. Januar: Friedrich Matthias Theodor Friese, deutscher Organist und Orgelbauer (* 1792)
- 24. Februar: Karl Franzewitsch Albrecht, russischer Komponist (* 1807)
- 27. Februar: Emilia Bonini, italienische Opernsängerin (Sopran) (* 1798)
- 06. April: Anton Dominikus Biber, deutscher Klavierbauer (* 1797)
- 06. Mai: Ferdinand Stegmayer, österreichischer Kapellmeister und Komponist (* 1803)
- 10. Mai: Jean-Bernard Kaupert, Schweizer Musikpädagoge und Komponist (* 1786)
- 12. Mai: Lambert Joseph Meerts, belgischer Violinist und Musikpädagoge (* 1800)
- 17. Mai: Carl Meaubert, deutscher Komiker, Sänger und Schauspieler (* 1800)
- 07. Juni: Franz Xaver Gruber, österreichischer Lehrer und Komponist (* 1787)
- 07. Juli: Alois Bayer, deutscher Hofopernsänger und Mitglied des Münchner Hoftheaters (* 1802)
- 22. Juli: Karl Schuberth, deutscher Violoncellist, Komponist und Musikpädagoge (* 1811)
- 26. Juli: Emma Livry, französische Balletttänzerin (* 1842)
- 05. August: Adolf Friedrich Hesse, deutscher Organist und Komponist (* 1809)
- 24. September: Gregor Rihar, slowenischer Komponist (* 1796)
- 21. November: Joseph Mayseder, österreichischer Violinvirtuose und Komponist (* 1789)
- 11. Dezember: Mary Anne A’Becket, englische Komponistin (* 1817)
- 20. Dezember: Karl Karow, deutscher Komponist, Arrangeur und Schulmeister (* 1790)
- 21. Dezember: Désiré Beaulieu, französischer Komponist (* 1791)

### Genaues Todesdatum unbekannt
- Émile Prudent, französischer Pianist, Komponist und Musikpädagoge (* 1817)